# Carl Björnstjerna
Carl Björnstjerna   (Estocolm, 7 d'abril de 1886 - Estocolm, 20 de febrer de 1982) va ser un genet i militar suec que va competir durant la dècada de 1920.
El 1928 va prendre part en els Jocs Olímpics d'Amsterdam, on va disputar dues proves del programa d'hípica. Guanyà la medalla de bronze en la prova del concurs de salts d'obstacles per equips, mentre en el concurs de salts individual fou novè. En ambdues proves muntà el cavall Kornett .